# Mistrzostwa Europy U-21 w Piłce Nożnej 2025 (eliminacje)
Eliminacje do Mistrzostw Europy U-21 w piłce nożnej rozpoczęły się 24 marca 2023, a zakończą się w październiku 2024. Eliminacje mają na celu wyłonienie piętnastu drużyn, które obok gospodarza, reprezentacji Słowacji zagrają w turnieju finałowym. Piłkarze urodzeni po 1 stycznia 2002 roku są dopuszczeni do gry.

## Format eliminacji
Eliminacje toczone są w 7 grupach sześciozespołowych i dwóch pięciozespołowych. 9 zwycięzców grup i trzy zespoły z drugiego miejsca awansują bezpośrednio do turnieju. Pozostałe 6 drużyn z drugich miejsc będzie rywalizowało w dwumeczu.

## Losowanie grup
Na podstawie:
Do udziału w eliminacjach zgłosiły się 52 federacje krajowe, czyli wszystkie z wyjątkiem: Słowacji, która jest gospodarzem turnieju finałowego, Liechtensteinu i Rosji, która jest zdyskwalifikowana. Drużyny zostały podzielone na pięć koszyków po dziewięć reprezentacji i jeden koszyk siedmiozespołowy. Ze względów politycznych w jednej grupie nie mogły znaleźć się reprezentacje:
- Armenii oraz Azerbejdżanu
- Hiszpanii oraz Gibraltaru
- Bośni i Hercegowiny oraz Kosowa
- Kosowa oraz Serbii
- Białorusi i Ukrainy

| Koszyk 1 |
| --- |
| Hiszpania U-21 Portugalia U-21 Niemcy U-21 Francja U-21 Holandia U-21 Anglia U-21 Dania U-21 Włochy U-21 Rumunia U-21 |

| Koszyk 2 |
| --- |
| Chorwacja U-21 Szwajcaria U-21 Belgia U-21 Czechy U-21 Polska U-21 Ukraina U-21 Szwecja U-21 Austria U-21 Irlandia U-21 |

| Koszyk 3 |
| --- |
| Norwegia U-21 Grecja U-21 Islandia U-21 Słowenia U-21 Izrael U-21 Finlandia U-21 Gruzja U-21 Serbia U-21 Szkocja U-21 |

| Koszyk 4 |
| --- |
| Bośnia i Hercegowina U-21 Bułgaria U-21 Węgry U-21 Turcja U-21 Macedonia Północna U-21 Walia U-21 Białoruś U-21 Irlandia Północna U-21 Albania U-21 |

| Koszyk 5 |
| --- |
| Kosowo U-21 Czarnogóra U-21 Mołdawia U-21 Litwa U-21 Wyspy Owcze U-21 Cypr U-21 Kazachstan U-21 Azerbejdżan U-21 Łotwa U-21 |

| Koszyk 6                                                                                        |
| ----------------------------------------------------------------------------------------------- |
| Malta U-21 Armenia U-21 Luksemburg U-21 Andora U-21 Estonia U-21 Gibraltar U-21 San Marino U-21 |

## Faza grupowa
W przypadku równej liczby punktów, zespoły są klasyfikowane według następujących zasad.
1. liczba punktów zdobytych w meczach między tymi drużynami,
2. różnica bramek strzelonych w meczach tych drużyn,
3. bramki zdobyte w meczach tych drużyn,
4. bramki na wyjeździe zdobyte w meczach tych drużyn,
5. jeśli więcej niż dwie drużyny miały identyczny dorobek i po zastosowaniu powyższych zasad wciąż co najmniej dwie drużyny mają identyczny dorobek, powyższe zasady stosuje się ponownie tylko dla zainteresowanych drużyn. Jeśli nie da to rozstrzygnięcia i wciąż dwie drużyny będą miały identyczny dorobek stosuje się zasady poniżej,
6. różnica bramek we wszystkich meczach grupowych,
7. liczba strzelonych bramek we wszystkich meczach grupowych,
8. liczba strzelonych bramek we wszystkich meczach wyjazdowych,
9. liczba wygranych meczów w fazie grupowej,
10. liczba wygranych meczów wyjazdowych w fazie grupowej,
11. liczba kar indywidualnych we wszystkich meczach (1 punkt za żółtą kartkę, 3 punkty za czerwoną kartkę (również tę za dwie żółte kartki)),
12. pozycja w rankingu UEFA.

Legenda do tabelek
| Awans do Mistrzostw Europy |
| Gra w Barażach             |
| Brak kwalifikacji          |

- Pkt – liczba punktów
- M – liczba meczów
- W – wygrane
- R – remisy
- P – porażki
- Br+ – bramki zdobyte
- Br− – bramki stracone
- +/− – różnica bramek

### Grupa A
| Lp. | Drużyna             | M  | Mecze | Mecze | Mecze | Bramki | Bramki | Bramki | Pkt |
| Lp. | Drużyna             | M  | W     | R     | P     | +      | −      | +/−    | Pkt |
| --- | ------------------- | -- | ----- | ----- | ----- | ------ | ------ | ------ | --- |
| 1.  | Włochy U-21 (A)     | 10 | 6     | 4     | 0     | 27     | 3      | +24    | 22  |
| 2.  | Norwegia U-21 (B)   | 10 | 6     | 1     | 3     | 28     | 11     | +17    | 19  |
| 3.  | Irlandia U-21 (E)   | 10 | 5     | 4     | 1     | 24     | 12     | +12    | 19  |
| 4.  | Turcja U-21 (E)     | 10 | 4     | 1     | 5     | 21     | 15     | +6     | 13  |
| 5.  | Łotwa U-21 (E)      | 10 | 3     | 2     | 5     | 10     | 18     | −8     | 11  |
| 6.  | San Marino U-21 (E) | 10 | 0     | 0     | 10    | 1      | 51     | −50    | 0   |

### Grupa B
| Lp. | Drużyna             | M  | Mecze | Mecze | Mecze | Bramki | Bramki | Bramki | Pkt |
| Lp. | Drużyna             | M  | W     | R     | P     | +      | −      | +/−    | Pkt |
| --- | ------------------- | -- | ----- | ----- | ----- | ------ | ------ | ------ | --- |
| 1.  | Hiszpania U-21 (A)  | 10 | 9     | 1     | 0     | 28     | 5      | +23    | 28  |
| 2.  | Belgia U-21 (B)     | 10 | 6     | 1     | 3     | 13     | 6      | +7     | 19  |
| 3.  | Szkocja U-21 (E)    | 10 | 5     | 1     | 4     | 19     | 11     | +8     | 16  |
| 4.  | Węgry U-21 (E)      | 10 | 5     | 1     | 4     | 12     | 8      | +4     | 16  |
| 5.  | Kazachstan U-21 (E) | 10 | 3     | 0     | 7     | 13     | 24     | −11    | 9   |
| 6.  | Malta U-21 (E)      | 10 | 0     | 0     | 10    | 4      | 35     | −31    | 0   |

### Grupa C
| Lp. | Drużyna                     | M  | Mecze | Mecze | Mecze | Bramki | Bramki | Bramki | Pkt |
| Lp. | Drużyna                     | M  | W     | R     | P     | +      | −      | +/−    | Pkt |
| --- | --------------------------- | -- | ----- | ----- | ----- | ------ | ------ | ------ | --- |
| 1.  | Holandia U-21 (A)           | 10 | 10    | 0     | 0     | 32     | 3      | +29    | 30  |
| 2.  | Gruzja U-21 (B)             | 10 | 6     | 1     | 3     | 14     | 10     | +4     | 19  |
| 3.  | Szwecja U-21 (E)            | 10 | 5     | 2     | 3     | 25     | 10     | +15    | 17  |
| 4.  | Macedonia Północna U-21 (E) | 10 | 4     | 0     | 6     | 8      | 15     | −7     | 12  |
| 5.  | Mołdawia U-21 (E)           | 10 | 2     | 1     | 7     | 7      | 20     | −13    | 7   |
| 6.  | Gibraltar U-21 (E)          | 10 | 1     | 0     | 9     | 3      | 31     | −28    | 3   |

### Grupa D
| Lp. | Drużyna           | M  | Mecze | Mecze | Mecze | Bramki | Bramki | Bramki | Pkt |
| Lp. | Drużyna           | M  | W     | R     | P     | +      | −      | +/−    | Pkt |
| --- | ----------------- | -- | ----- | ----- | ----- | ------ | ------ | ------ | --- |
| 1.  | Niemcy U-21 (A)   | 10 | 8     | 2     | 0     | 35     | 10     | +25    | 26  |
| 2.  | Polska U-21 (A)   | 10 | 7     | 1     | 2     | 24     | 10     | +14    | 22  |
| 3.  | Bułgaria U-21 (E) | 10 | 4     | 3     | 3     | 17     | 12     | +5     | 15  |
| 4.  | Kosowo U-21 (E)   | 10 | 3     | 3     | 4     | 10     | 17     | −7     | 12  |
| 5.  | Estonia U-21 (E)  | 10 | 2     | 1     | 7     | 7      | 31     | −24    | 7   |
| 6.  | Izrael U-21 (E)   | 10 | 1     | 0     | 9     | 5      | 18     | −13    | 3   |

### Grupa E
| Lp. | Drużyna             | M  | Mecze | Mecze | Mecze | Bramki | Bramki | Bramki | Pkt |
| Lp. | Drużyna             | M  | W     | R     | P     | +      | −      | +/−    | Pkt |
| --- | ------------------- | -- | ----- | ----- | ----- | ------ | ------ | ------ | --- |
| 1.  | Rumunia U-21 (A)    | 10 | 7     | 1     | 2     | 23     | 10     | +13    | 22  |
| 2.  | Finlandia U-21 (B)  | 10 | 6     | 2     | 2     | 21     | 8      | +13    | 20  |
| 3.  | Szwajcaria U-21 (E) | 10 | 5     | 3     | 2     | 21     | 12     | +9     | 18  |
| 4.  | Albania U-21 (E)    | 10 | 5     | 1     | 4     | 12     | 17     | −5     | 16  |
| 5.  | Czarnogóra U-21 (E) | 10 | 2     | 1     | 7     | 8      | 19     | −11    | 7   |
| 6.  | Armenia U-21 (E)    | 10 | 0     | 2     | 8     | 2      | 21     | −19    | 2   |

### Grupa F
| Lp. | Drużyna                    | M  | Mecze | Mecze | Mecze | Bramki | Bramki | Bramki | Pkt |
| Lp. | Drużyna                    | M  | W     | R     | P     | +      | −      | +/−    | Pkt |
| --- | -------------------------- | -- | ----- | ----- | ----- | ------ | ------ | ------ | --- |
| 1.  | Anglia U-21 (A)            | 10 | 8     | 1     | 1     | 41     | 6      | +35    | 25  |
| 2.  | Ukraina U-21 (A)           | 10 | 8     | 0     | 2     | 20     | 7      | +13    | 24  |
| 3.  | Serbia U-21 (E)            | 10 | 5     | 1     | 4     | 13     | 18     | −5     | 16  |
| 4.  | Irlandia Północna U-21 (E) | 10 | 3     | 2     | 5     | 10     | 10     | 0      | 11  |
| 5.  | Luksemburg U-21 (E)        | 10 | 2     | 2     | 6     | 6      | 23     | −17    | 8   |
| 6.  | Azerbejdżan U-21 (E)       | 10 | 1     | 0     | 9     | 4      | 30     | −26    | 3   |

### Grupa G
| Lp. | Drużyna              | M  | Mecze | Mecze | Mecze | Bramki | Bramki | Bramki | Pkt |
| Lp. | Drużyna              | M  | W     | R     | P     | +      | −      | +/−    | Pkt |
| --- | -------------------- | -- | ----- | ----- | ----- | ------ | ------ | ------ | --- |
| 1.  | Portugalia U-21 (A)  | 10 | 9     | 0     | 1     | 33     | 6      | +27    | 27  |
| 2.  | Chorwacja U-21 (B)   | 10 | 7     | 1     | 2     | 20     | 14     | +6     | 22  |
| 3.  | Grecja U-21 (E)      | 10 | 5     | 2     | 3     | 16     | 10     | +6     | 17  |
| 4.  | Wyspy Owcze U-21 (E) | 10 | 3     | 1     | 6     | 11     | 24     | −13    | 10  |
| 5.  | Białoruś U-21 (E)    | 10 | 1     | 3     | 6     | 6      | 20     | −14    | 6   |
| 6.  | Andora U-21 (E)      | 10 | 0     | 3     | 7     | 4      | 16     | −12    | 3   |

### Grupa H
| Lp. | Drużyna                       | M | Mecze | Mecze | Mecze | Bramki | Bramki | Bramki | Pkt |
| Lp. | Drużyna                       | M | W     | R     | P     | +      | −      | +/−    | Pkt |
| --- | ----------------------------- | - | ----- | ----- | ----- | ------ | ------ | ------ | --- |
| 1.  | Słowenia U-21 (A)             | 8 | 5     | 2     | 1     | 13     | 7      | +6     | 17  |
| 2.  | Francja U-21 (A)              | 8 | 5     | 1     | 2     | 22     | 6      | +16    | 16  |
| 3.  | Austria U-21 (E)              | 8 | 4     | 3     | 1     | 12     | 6      | +6     | 15  |
| 4.  | Cypr U-21 (E)                 | 8 | 1     | 2     | 5     | 7      | 23     | −16    | 5   |
| 5.  | Bośnia i Hercegowina U-21 (E) | 8 | 1     | 0     | 7     | 5      | 17     | −12    | 3   |

### Grupa I
| Lp. | Drużyna           | M | Mecze | Mecze | Mecze | Bramki | Bramki | Bramki | Pkt |
| Lp. | Drużyna           | M | W     | R     | P     | +      | −      | +/−    | Pkt |
| --- | ----------------- | - | ----- | ----- | ----- | ------ | ------ | ------ | --- |
| 1.  | Dania U-21 (A)    | 8 | 5     | 2     | 1     | 18     | 8      | +10    | 17  |
| 2.  | Czechy U-21 (B)   | 8 | 4     | 2     | 2     | 13     | 11     | +2     | 14  |
| 3.  | Walia U-21 (E)    | 8 | 4     | 2     | 2     | 13     | 11     | +2     | 14  |
| 4.  | Islandia U-21 (E) | 8 | 3     | 0     | 5     | 9      | 14     | −5     | 9   |
| 5.  | Litwa U-21 (E)    | 8 | 1     | 0     | 7     | 7      | 16     | −9     | 3   |

### Klasyfikacja zespołów z drugich miejsc
Zasady ustalania kolejności w tabeli zespołów z drugich miejsc:
1. Liczba punktów
2. Różnica bramek
3. Liczba strzelonych goli
4. Gole strzelone na wyjeździe
5. Gra fair play w meczach grupowych
6. Losowanie

W przypadku grup sześciozespołowych wyniki osiągnięte w meczach przeciwko drużynie z ostatniego miejsca w tabeli nie będą wliczane do klasyfikacji.
| Grupa | Reprezentacja  | M | W | R | P | Br+ | Br- | +/- | Pkt. |
| ----- | -------------- | - | - | - | - | --- | --- | --- | ---- |
| F     | Ukraina U-21   | 8 | 6 | 0 | 2 | 16  | 7   | +9  | 18   |
| H     | Francja U-21   | 8 | 5 | 1 | 2 | 22  | 6   | +16 | 16   |
| D     | Polska U-21    | 8 | 5 | 1 | 2 | 20  | 8   | +11 | 16   |
| G     | Chorwacja U-21 | 8 | 5 | 1 | 2 | 15  | 14  | +1  | 16   |
| E     | Finlandia U-21 | 8 | 4 | 2 | 2 | 12  | 7   | +5  | 14   |
| I     | Czechy U-21    | 8 | 4 | 2 | 2 | 13  | 11  | +2  | 14   |
| A     | Norwegia U-21  | 8 | 4 | 1 | 3 | 17  | 11  | +6  | 13   |
| B     | Belgia U-21    | 8 | 4 | 1 | 3 | 8   | 5   | +3  | 13   |
| C     | Gruzja U-21    | 8 | 4 | 1 | 3 | 10  | 10  | 0   | 13   |